# 국도 제506호선 (일본)
국도 제506호선은 오키나와현 나하시의 나하 공항에서 출발하여 도미구스쿠시(구 도미구스쿠촌)를 거쳐 시마지리군 하에바루정을 지나 나카가미군 니시하라정까지 이어주는 총연장 11.7 km의 일반 국도 노선이다. 그러나 이 국도 노선은 전 구간이 나하 공항 자동차도로 지정되어 있다.

## 관련 도로
- 나하 공항 자동차도